# Characteres Essentiales Familiarum
Characteres Essentiales Familiarum (abreviado Char. Ess. Fam.) es un libro con ilustraciones y descripciones botánicas que fue escrito por el botánico, micólogo y pteridólogo ruso Pável Gorianinov y publicado en el año 1847 con el nombre de Characteres essentiales familiarum ac tribuum regni vegetabilis et amphorganici ad leges tetractydis naturae conscripti accedit enumeratio generum magis notorum et organographiae supplementum, auctore Paulo Horaninow...